# Радиограмофон (филм)
„Радиограмофон“ е български игрален филм от 2017 г. на режисьора Рузие Хасанова.
Филмът е създаден по истинска история. В него се разказва за Али, който с опасност за живота си предприема тридневно пътешествие през охраняваните от военните планини, за да стигне до най-близкия град и да купи радио за своя син, който е обсебен от рокендрола. Действието се развива по време на комунистическия режим в България. Филмът представлява разказ за един човек, който отчаяно иска да си върне усещането за свобода.

## Актьорски състав
| Роля         | Изпълнител              |
| ------------ | ----------------------- |
| Али          | Александър Хаджиангелов |
| Ясмин        | Яна Титова              |
| Захариев     | Александър Алексиев     |
| Ахмет        | Александър Иванов       |
| Иванов       | Стефан А. Щерев         |
| Методи       | Деян Георгиев           |
| Халил        | Стефан Мавродиев        |
| Карим        | Ованес Торосян          |
| Константинов | Филип Аврамов           |
| пазачът      | Емил Марков             |
| Ширин        | Вакрилена Колакова      |
| Росен        | Любомир Петкашев        |

## Награди
- Награда за дебютен пълнометражен филм DIRECTOR – „Златна роза“ ‘17, Варна